# دونالد داگلاس (هنرپیشه اسکاتلندی)
دونالد داگلاس (به انگلیسی: Donald Douglas) (زاده ۷ مارس ۱۹۳۳) بازیگر اسکاتلندی است. از فیلم‌هایی که او در آن بازی کرده است، می‌توان به خاطرات بریجت جونز و جنگ و صلح اشاره کرد.